# Theodor Heuss
Theodor Heuss (Brackenheim, 31. siječnja 1884. – Stuttgart, 12. prosinca 1963.), njemački političar (FDP).
Bio je prvi njemački predsjednik i to u dvostrukom mandatu od 1949. do 1959. godine.

## Posjeti drugim državama
| Godina | Mjesec   | Država           |
| ------ | -------- | ---------------- |
| 1956   | svibanj  | Grčka            |
| 1957   | svibanj  | Turska           |
|        | studeni  | Italija, Vatikan |
| 1958   | lipanj   | Kanada, SAD      |
|        | listopad | Engleska         |